# Prințesa Eudoxia a Bulgariei
Prințesa Eudoxia Augusta Philippine Clementine Maria a Bulgariei (5 ianuarie 1898 – 4 octombrie 1985) a fost fiica cea mare și al treilea copil al regelui Ferdinand I al Bulgariei și a primei lui soții,  Maria-Luiza de Bourbon-Parma. A fost sora devotată și confidenta regelui Boris al III-lea. 